# Comuna Chirpăr, Sibiu
Chirpăr (în germană Kirchberg, în traducere „Dealul Bisericii”, în dialectul săsesc Kirperich, în maghiară Kürpöd) este o comună în județul Sibiu, Transilvania, România, formată din satele Chirpăr (reședința), Săsăuș, Vărd și Veseud.

## Demografie
Componența etnică a comunei Chirpăr
     Români (79,45%)
     Romi (13,63%)
     Germani (1,14%)
     Alte etnii (0,27%)
     Necunoscută (5,51%)
Componența confesională a comunei Chirpăr
     Ortodocși (92,21%)
     Evanghelici luterani (1,14%)
     Alte religii (1,07%)
     Necunoscută (5,57%)
Conform recensământului efectuat în 2021, populația comunei Chirpăr se ridică la 1.489 de locuitori, în creștere față de recensământul anterior din 2011, când fuseseră înregistrați 1.434 de locuitori. Majoritatea locuitorilor sunt români (79,45%), cu minorități de romi (13,63%) și germani (1,14%), iar pentru 5,51% nu se cunoaște apartenența etnică. Din punct de vedere confesional, majoritatea locuitorilor sunt ortodocși (92,21%), cu o minoritate de evanghelici luterani (1,14%), iar pentru 5,57% nu se cunoaște apartenența confesională.

## Politică și administrație
Comuna Chirpăr este administrată de un primar și un consiliu local compus din 11 consilieri. Primarul, Eugen Feldeoiu[*], de la Partidul Social Democrat, este în funcție din 2016. Începând cu alegerile locale din 2024, consiliul local are următoarea componență pe partide politice:
|  | Partid                          | Consilieri | Componența Consiliului | Componența Consiliului | Componența Consiliului | Componența Consiliului |
|  | ------------------------------- | ---------- | ---------------------- | ---------------------- | ---------------------- | ---------------------- |
|  | Partidul Social Democrat        | 4          |                        |                        |                        |                        |
|  | Partidul Național Liberal       | 3          |                        |                        |                        |                        |
|  | Alianța pentru Unirea Românilor | 2          |                        |                        |                        |                        |
|  | Alianța Dreapta Unită           | 2          |                        |                        |                        |                        |

## Primarii comunei
- 1996[9] - 2000 - Butilă Simion, de la USD
- 2000[10] - 2004 - Scutea Nicolae, de la APR
- 2004[11] - 2008 - Scutea Nicolae, de la PSD
- 2008[12] - 2012 - Stănulet Chirion, de la PDL
- 2012[13] - 2016 - Chirion Stănuleț, de la PDL
- 2016[14] - 2020 - Feldeoiu Eugen, de la PSD